# Nergena (kasteel bij Bennekom)

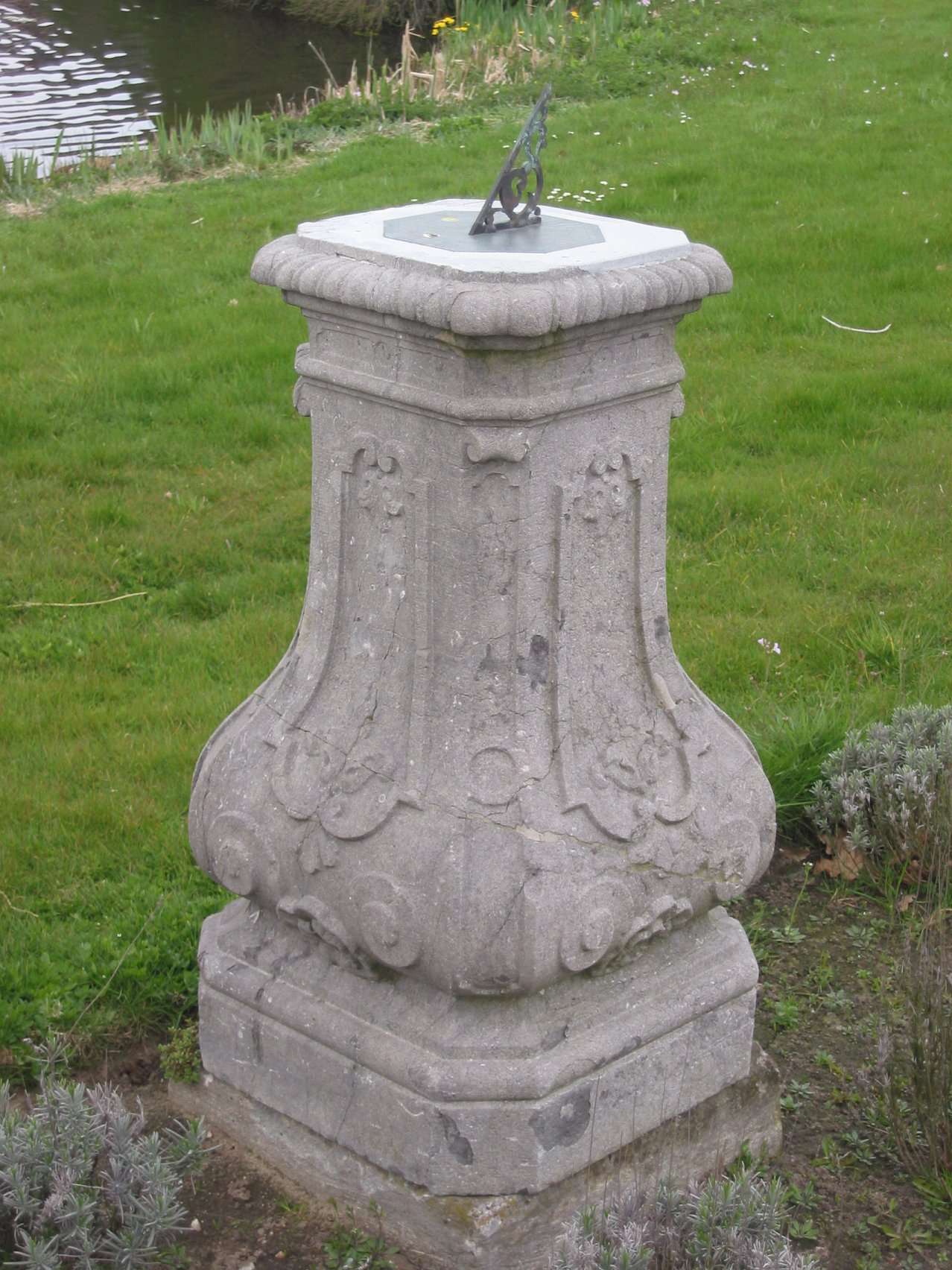
Originele zonnewijzer van het Heerenhuis Nergena uit 1731 ontworpen door A. Hoevenaar

Nergena is een voormalig kasteel te Bennekom.
Het wordt reeds in 1340 genoemd en vormde waarschijnlijk met de eveneens voormalige kastelen Harslo en Tarthorst een verdedigingslinie tegen het Sticht Utrecht.
Aan het einde van de vijftiende eeuw was het kasteel in bezit van het geslacht Van Salland. Het vererfde vervolgens op de geslachten Van Wees en Van Balveren, om vervolgens in 1663 verkocht te worden aan Lubbert van Eck. Zijn nazaten bleven tot 1810 eigenaar, waarna het in het bezit kwam van de Edese burgemeester Theodorus Prins. Die liet het gebouw nog voor 1830 slopen. Het huis Nergena lag aan de Langesteeg in Bennekom. In het Kijk- en Luistermuseum in Bennekom bevindt zich nog een haardplaat uit het huis. 
Bij Nergena zou een zonnepark van 8 hectare komen. Dit plan werd in juli 2020 door de Edese gemeenteraad geblokkeerd.